# Gabriel Casaccia
Gabriel Casaccia Bibolini (n. 20 aprilie, 1907 — d. 24 noiembrie, 1980) a fost un scriitor paraguayan.